# Surviving the Day
 (juin 2014).
Si vous disposez d'ouvrages ou d'articles de référence ou si vous connaissez des sites web de qualité traitant du thème abordé ici, merci de compléter l'article en donnant les références utiles à sa vérifiabilité et en les liant à la section « Notes et références ».
Albums de Muriel Moreno
Required Elements
(2000) My Own Private Selection
(2003)
Surviving the Day est le troisième album studio de la chanteuse, auteur, compositrice, Muriel Moreno plus largement connue comme étant la voix emblématique du groupe Niagara.
Édité en 2001 sur le Label discographique XIII Bis Records, l'album contient 10 titres + 1 caché (une reprise du Petit Cheval blanc de Georges Brassens). Lors de sa parution, ses deux premiers albums Toute Seule et Required Elements sont réédités sous forme de coffret.

## ÉditionCD

### Titres
| No  | Titre                                                                         | Paroles                     | Musique          | Durée |
| --- | ----------------------------------------------------------------------------- | --------------------------- | ---------------- | ----- |
| 1.  | Columns, Gravity and Discipline                                               | Jasmine                     | Muriel Moreno    | 5:47  |
| 2.  | Petite Bête                                                                   | Muriel Moreno               | Muriel Moreno    | 3:42  |
| 3.  | Surviving the Day                                                             |                             | Muriel Moreno    | 4:28  |
| 4.  | Love Is Based on Mutual Respect                                               | Muriel Moreno               | Muriel Moreno    | 5:13  |
| 5.  | Get Your Hands Off Her                                                        | Muriel Moreno               | Muriel Moreno    | 4:08  |
| 6.  | I Wanna Dance Now Just Dance                                                  | Muriel Moreno               | Muriel Moreno    | 4:53  |
| 7.  | How Do You Know I Don't Have a Husband                                        | Florent Blot, Muriel Moreno | Muriel Moreno    | 4:04  |
| 8.  | Enculé !                                                                      |                             | Muriel Moreno    | 5:24  |
| 9.  | Rational Killer                                                               | Muriel Moreno               | Muriel Moreno    | 2:11  |
| 10. | Come Rain or Come Shine (extrait de la comédie musicale St. Louis Woman 1946) | Johnny Mercer               | Harold Arlen     | 3:41  |
| 11. | Le Petit Cheval blanc (titre caché)                                           | Paul Fort                   | Georges Brassens | 2:31  |

## Crédits
- Instruments : Muriel Moreno
- Musiciens additionnels :
  - Basse : Michel Sanchez (10)
  - Guitare : Stéfane Goldman (10)
- Voix : Jasmine (1)
- Photos : Marteen Vanden Abeele, Elisa Pasquet
- Conception pochette : Dagmar Dudinsky
- Mastering : Isabelle Davy (Digipro)
- Mixage : Muriel Moreno, Yarol Poupaud (1), Éric « Higgins » J (2), Yom (4), Flower (5 et 7), Hay (6 et 8), Peter von Poehl (9), Alexis Mauri (10)
- Réalisation : Muriel Moreno
- Fabrication : MPO
- Publication : Les éditions du Fennec
- ⓟ : Henry Productions
- © : XIII Bis Records